# Hélène Péras
 (décembre 2017).
Hélène Péras est une poétesse française, née à Asnières le 12 février 1924 et morte le 19 juillet 2018 à Avignon . Elle résidait à Grignan, dans la Drôme.

## Biographie
Elle poursuit des études de médecine et de philosophie à Paris et à Lyon, puis devient psychiatre et psychanalyste. À partir de 1975, où elle vit un deuil qui la marque profondément, elle fait plusieurs rencontres qui influenceront de façon déterminante son parcours dans le domaine littéraire avec Yves Bonnefoy, Claude Vigée et Philippe Jaccottet. Dans le domaine spirituel ont beaucoup compté ses rencontres avec le père Basile Zenkovsky (ru), doyen de l’Institut de théologie orthodoxe Saint-Serge (1883-1962) et le père Michel Evdokimov. Elle dirige en 1988, assistée de Michèle Finck, le colloque de Cerisy consacré à Claude Vigée dont les actes ont paru sous le titre La terre et le souffle en 1992. Elle étudie plusieurs langues dont le russe et le vietnamien après avoir découvert le pays en 1993.